# شانتال ساذرلاند
شانتال ساذرلاند (بالإنجليزية: Chantal Sutherland)‏ هي عارضة وممثلة كندية وأمريكية، ولدت في 23 فبراير 1976 في وينيبيغ في كندا.

## وصلات خارجية
- شانتال ساذرلاند على موقع IMDb (الإنجليزية)
- شانتال ساذرلاند على موقع ميتاكريتيك (الإنجليزية)
- شانتال ساذرلاند على موقع روتن توميتوز (الإنجليزية)
- شانتال ساذرلاند على موقع ألو سيني (الفرنسية)
- شانتال ساذرلاند على موقع قاعدة بيانات الفيلم (الإنجليزية)